# Національний університет «Одеська політехніка»
Національний університет «Одеська політехніка» (Одеська політехніка) — заклад вищої освіти у місті Одеса. Створений 18 вересня 1918 року.
В Одеській політехніці навчається близько 6 500 студентів, стажистів, аспірантів і докторантів, працює близько 1 000 викладачів, наукових співробітників, інженерно-технічних працівників. Серед них 57 академіків та член-кореспондентів державних і галузевих Академій наук України, більш ніж 120 професорів і докторів наук, близько 450 доцентів й кандидатів наук, 21 заслужений працівник народної освіти і заслужений працівник науки і техніки України, 13 академіків міжнародних Академій.

## Історія
17 вересня 1918 року в газеті «Одесский листок» з'явилося повідомлення про те, що завтра починає своє життя довгоочікуваний та необхідний промисловості півдня, Одеський політехнічний інститут.
Безпосереднім поштовхом до створення вищого технічного навчального закладу в Одесі стала доповідь «Союзу студентів-техніків» на зібрані ініціативної групи громадських діячів, де обговорювалися питання заснування в південній Пальмирі політехнікуму. Наприкінці 1917 року в місті скупчилася значна кількість демобілізованих з армії студентів різних технічних вузів, призваних раніше з першого та другого курсів. «Союз студентів-техніків» завчасно провів реєстрацію студентів та абітурієнтів, які закінчили у 1918 році шкільну освіту в Одеській області, та розподіл їх за спеціальностями та курсами.
На момент відкриття інститут складався з трьох факультетів: механічного з електромеханічним, кораблебудівним та механічним відділеннями; інженерно-будівельний з інженерно-гідротехнічним і санітарно-технічним відділеннями; економічний з адміністративно-фінансовим і торговельно-промисловим відділеннями. Кожне відділення в свою чергу розгалужувалося на низку напрямів з метою підготовки спеціалістів у відповідних областях.
18 вересня 1918 року відбулося офіційне відкриття нового інженерного закладу в Одесі, цей день і є днем народження Одеського політехнічного інституту. Пройшли перші лекції. На факультетах почали своє навчання близько 920 студентів, а до професорсько-викладацької діяльності приступило 57 професорів, доцентів та викладачів, в допомогу їм стали 28 лаборантів та службовців. Серед блискучої плеяди викладачів молодої Політехніки неможливо оминути імена таких відомих вчених, як лауреат Нобелівської премії Тамм І. Є., академіки Мандельштам Л. І., Папалексі М. Д., Амелін А. Г., Аганін М. А., професори Кузнєцов К. А., Заврієв К. С., Кларк Ч. Д., Тимченко І. Ю. та ін.
22 травня 1918 р., першим ректором інституту було призначено Нілуса Андрія Олександровича професора математики Московської артилерійської академії. Згодом, у 1920 р. ректором стає проректор, соратник та незамінний помічник ректора Нілуса А. О., проректор Тимченко І. Ю. Завдяки енергії організаторів та фундаторів в період 1918—1921 рр., народжений в часи бурхливих революційних подій, які завершили розвал Російської імперії, Одеський політехнічний інститут швидко поминув перший, найскладніший етап становлення та розвитку. Кількість та назви спеціальностей, факультетів у наступні роки змінювалися, та й свою назву політехнічний змінював неодноразово.

### Повоєнні роки

Пам'ятник студентам та викладачам Одеської політехніки, загиблим під час Німецько-радянської війни

На базі Національного університету «Одеська політехніка» у різні роки, були створені нині відомі та престижні вищі навчальні заклади: Одеський національний морський університет, Одеська національна академія зв'язку, Одеський державний економічний університет, Одеська державна академія будівництва та архітектури. Навіть Одеський державний аграрний університет починав своє життя як факультет Одеського політехнічного. Евакуйований під час Німецько-радянської війни Одеський політехнічний інститут (ОПІ) став основою для створення нині існуючого Пензенського державного університету. У 60-х роках минулого століття філію Одеського політехнічного інституту в місті Севастополі було перетворено на нинішній Севастопольський національний технічний університет.
В 1945 році Індустріальний інститут (найменування одеської політехніки з 1933 р. по 1945 р.) було знову перетворено на політехнічний вищий навчальний заклад.

### Період сталого розвитку та досягнення Одеської політехніки
У 1960—1970 вчені університету були задіяні у розробці систем керування штучними супутниками Землі, іншим відомим втіленням їх творчого доробку, стала розробка складу і технології виготовлення матеріалів для космічних програм «Енергія».
У 1968 році за досягненні успіхи у підготовці спеціалістів і розвиток науки, указом Президії Верховної Ради Української РСР Одеський політехнічний інститут було нагороджено Почесною Грамотою.
У 1971 році за заслуги у підготовці спеціалістів для народного господарства і розвиток наукових досліджень указом Президії Верховної Ради СРСР Одеський політехнічний інститут було нагороджено грамотою та орденом Трудового Червоного Прапора.
У 1977 році Постановою Ради Міністрів Української РСР та Українською республіканською радою професійних комітетів за досягнення найкращих показників колектив Одеського політехнічного було відзначено на Республіканській дошці Пошани.
Постановою Кабінету Міністрів України № 646 від 13.08.1993 року Одеський політехнічний інститут набув статусу університету, що стало визнанням високого рівня організації навчального процесу, якості підготовки спеціалістів в області наукових досліджень.

### Одеська політехніка в часи незалежності
Сьогодні Національний університет «Одеська політехніка» входить до числа провідних науково-навчальних комплексів вищої освіти України.
13 серпня 1993 р. Постановою Кабінету Міністрів України Одеському політехнічному інституту надано статус державного університету з найменуванням «Одеський державний політехнічний університет».
У липні 1993 р., наказом Міністерства Освіти України на базі Одеського політехнічного університету був створений Одеський навчально-науковий комплекс «Політехнічний університет», до складу якого увійшли технічні коледжі й технікуми, гімназії, ліцеї та школи Одеси й Південного регіону України. У комплексі навчається понад 20 тисяч студентів, стажерів, аспірантів і докторантів, працює понад 4 000 викладачів.
До структури Державного університету «Одеська політехніка» входять 10 інститутів, 2 факультети, 62 кафедри, навчальний центр підвищення якості освіти, 3 коледжі та вище професійне училище, в яких ведеться підготовка кадрів всіх рівнів кваліфікаційних рівнів.
Наприкінці 90-х років, вперше, в Україні науковцями університету розроблено і впроваджено на Запорізькій АЕС комплекс з перевантаження ядерного палива.
16 вересня 1998 р., колектив Одеського державного політехнічного університету за значний внесок у підготовку висококваліфікованих інженерних кадрів, розвиток науки, техніки та технологій був нагороджений Почесною грамотою Кабінету Міністрів України та пам'ятною відзнакою.
7 серпня 2001 р., Указом Президента України університету надано статус національного вищого навчального закладу.
Згідно з Указом Президента України № 591 від 07.08.2001 року університету присвоєно статус Національного вищого навчального закладу, що стало визнанням міжнародного авторитету Одеського політехнічного, високого рівня методичної та наукової роботи, відповідної якості підготовки спеціалістів для народного господарства.
Університет має півстолітній досвід підготовки кадрів з вищою освітою для зарубіжних країн. Понад 110 країн світу отримали спеціалістів, підготовлених в нашому ВНЗ.
В структурі університету існує Інститут підготовки іноземних громадян, що здійснює підготовку іноземних студентів для подальшого навчання в університеті та інших ВНЗ Одеси й України.
15 квітня 2021 р., Міністерство освіти і науки України оголосило конкурс на зайняття посади ректора Державного університету «Одеська політехніка».
23 листопада 2021 р. Указом Президента України надано Державному університету «Одеська політехніка» статус національного.

## Назви
- 1918–1993 Одеський політехнічний інститут (ОПІ)
- 1993–2001 Одеський державний політехнічний університет (ОДПУ)
- 2001-2020 Одеський національний політехнічний університет (ОНПУ)
- З 2020 Державний університет «Одеська політехніка»(Одеська політехніка)[4]
- З 2021 Національний університет «Одеська політехніка»(Одеська політехніка)

## Ректорат
- Ректор Оборський Геннадій Олександрович, доктор технічних наук, професор, 2 липня 1954 р.н.
- Проректори:
  - Нестеренко Сергій Анатолійович, доктор технічних наук, професор, голова комісії з реорганізації, напрямок — науково-педагогічна і виховна робота 1 жовтня 1952 р.н.;
  - Дмитришин Дмитро Володимирович, доктор технічних наук, професор, напрямок — наукова і науково-педагогічна робота
  - Свінарьов Юрій Миколайович — кандидат технічних наук, доцент, напрямок — науково-педагогічна робота та інформаційні технології
  - Шобік В'ячеслав Степанович, кандидат технічних наук, доцент, напрямок — науково-педагогічна робота та міжнародні зв'язки 10 січня 1951 р.н.

## Корпуси та кампуси
Основна матеріально-технічна база Одеської політехніки сконцентрована в мальовничому центрі міста, за адресою проспект Шевченка, 1. Тут розташовано його навчальні корпуси, науково-технічну бібліотеку та палац культури студентів. Компактно організоване студмістечко, профілакторій, стадіон та спортивний комплекс Одеської політехніки розташовано неподалік, за адресою вул. Маршала Говорова, поруч з дендропарком Перемоги.
Загальна структура підрозділів:
- навчальні корпуси — 22;
- гуртожитки — 11;
- науково-технічна бібліотека;
- палац культури студентів;
- санаторій-профілакторій;
- спортивно-оздоровчий комплекс «Чайка»;
- спортивний комплекс з 9 спеціалізованими спортивними і тренажерними залами;
- стадіон;
- спортивні майданчики — 4

## Структура

### Інститути
- Українсько-німецький інститут
- Інститут дистанційної і заочної освіти
- Інститут довузівської підготовки
- Інститут інформаційної безпеки, радіоелектроніки й телекомунікацій
- Інститут промислових технологій, дизайну та менеджменту
- Інститут машинобудування та транспорту
- Інститут підготовки іноземних громадян
- Інститут комп'ютерних систем
- Інститут штучного інтелеткту та робототехніки
- Інститут енергетики та комп'ютерно-інтегрованих систем управління
- Інститут електромеханіки й електроменеджменту
- Інститут бізнесу, економіки й інформаційних технологій

### Хіміко-технологічний факультет
Кафедри:
- технології неорганічних речовин і екології;
- органічних і фармацевтичних технологій;
- теоретичних основ хімії.

### Гуманітарний факультет
Кафедри:
- інформаційної діяльності та медіа-комунікаій;
- історії та етнографії України;
- культурології, мистецтвознавства та філософії культури;
- психології та соціальної роботи;
- міжнародних відносин та права;
- історії та етнографії України

## Інститути

### Машинобудування та транспорту
Кафедри: — автомобільного транспорту; — теоретичної механіки та машинознавства; — динаміки, міцності машин та опору матеріалів; — нафтогазового та хімічного машинобудування; — вищої математики та моделювання систем.

### Промислових технологій, дизайну та менеджменту
Кафедри: — технології машинобудування; — металорізальних верстатів, метрології та сертифікації; — технології конструкційних матеріалів та матеріалознавства; — управління системами безпеки життєдіяльності; — інформаційних технологій проектування в машинобудуванні; — технології та управління ливарними процесами.

### Енергетики та комп'ютерно-інтегрованих систем управління
Кафедри: — технології води та палива; — атомних електростанцій; — теоретичної та експериментальної ядерної фізики; — теплових електростанцій та енергозберігаючих технологій; — теоретичної, загальної та нетрадиційної енергетики; — прикладної екології та гідрогазодинаміки; — автоматизації теплоенергетичних процесів;

### Електромеханіки та енергоменеджменту
Кафедри: — електричних машин; — електромеханічних систем з комп'ютерним управлінням; — електропостачання; — енергетичного менеджменту; — теоретичних основ і загальної електротехніки.

### Інформаційної безпеки, радіоелектроніки та телекомунікацій
Кафедри: — інформаційної безпеки; — інформатики та управлінням захистом інформаційних систем; — радіотехнічних пристроїв; — електронних засобів та інформаційно-комп'ютерних технологій; — радіотехнічних систем; — інформаційних технологій проектування в електроніці та телекомунікаціях.

### Комп'ютерних систем
Кафедри: — комп'ютеризованих систем управління; — інформаційних технологій; — інформаційних систем; — комп'ютерних інтелектуальних систем та мереж; — системного програмного забезпечення; — прикладної математики та інформаційних технологій; — фізики.

### Штучного інтелекту та робототехніки
Кафедри: — проєктного навчання в ІТ; — комп'ютерних систем.

### Бізнесу, економіки та інформаційних технологій
Кафедри: — економічної кібернетики та інформаційних технологій; — економіки підприємств; — менеджменту; — менеджменту зовнішньоекономічної та інноваційної діяльності; — прикладної математики та інформаційних технологій в бізнесі; — інформатики та управління захистом інформаційних систем; — економічних систем і маркетингу; — обліку, аналізу і аудиту.

### Українсько-німецький
Кафедри: — підйомно-транспортного та робототехнічного обладнання; — німецької мови та перекладу; — іноземних мов.

### Підготовки іноземних громадян
Кафедри: — української мови; — лінгводидактики; — природознавчих наук.

### Технікуми й коледжі
- ВСП "Одеський автомобільно-дорожній коледж Національного університету «Одеська політехніка»
- ВСП " Херсонський політехнічний фаховий коледж Національного університету «Одеська політехніка»
- ВСП "Новокаховський політехнічний фаховий коледж Національного університету «Одеська політехніка»

## Студентське життя
В Одеській політехніці існує кілька команд КВК.
З 1957 року в політеху діє Туристичний клуб «Романтик».
У спортивному комплексі працюють численні секції (боксу, легкої атлетики, альпінізму та інші).
Студентська база відпочинку «Чайка» знаходиться на березі моря, у селі Кароліно-Бугаз (1,5 години електричкою від Одеси — платформа «Студентська»).

## Відомі випускники
- Атрощенко Василь Іванович, випускник 1931 року, доктор технічних наук, академік Академії наук УРСР, заслужений діяч науки УРСР, лауреат Державної премії СРСР, Герой Соціалістичної праці, двома орденами Леніна, орден Трудового Червоного Прапора.
- Боресков Георгій Костянтинович, випускник 1929 року, доктор технічних наук, академік Академії наук СРСР, триразовий Лауреат Державної премії СРСР, Герой Соціалістичної праці. Директор інституту каталізу Сибірського відділення АН СРСР.
- Горбенко Мстислав Мстиславович, випускник 1970 р., альпініст, майстер спорту з альпінізму, інструктор з альпінізму І категорії, «Сніговий барс», майстер спорту міжнародного класу, заслужений майстер спорту СРСР, заслужений тренер України, «Заслужений працівник фізичної культури та спорту», суддя національної категорії. Нагороджений орденом «За заслуги» III та II ст., «Эдельвейс» II та I ст., ювілейною медаллю короля Непалу «50 років підкоренню Евересту». Перший громадянин України, який у 1990 р. у складі міжнародної експедиції піднявся на найвищу вершину світу Еверест.
- Стриженюк Станіслав Савович — Одеський писменник, начальник Одеського обласного управління культури, головний редактор Одеської кіностудії художніх фільмів, закінчив інститут і з дипломом інженера-хіміка у 1955 році, лауреат премії «Золоте перо» за козацьку поему «Судний день. Батурин» у 2008 році, у 2011 – лауреат премії імені Костянтина Паустовського.
- Готовчиць Георгій Олександрович — міністр України у справах захисту населення від наслідків аварії на Чорнобильській АЕС (1990—1994).
- Еннан Алім Абдул-Амідович, випускник 1958 року, доктор хімічних наук, професор, заслужений діяч науки і техніки Української РСР. Нагороджений орденом князя Ярослава Мудрого V ступеня, медалями: «За доблесну працю в ознаменування 100-річчя з дня народження В. І. Леніна», «Ветеран праці», нагрудним знаком МОН України «За наукові досягнення». Директор фізико-хімічного інституту захисту навколишнього середовища та людини.
- Нудельман Олександр Еммануїлович, доктор технічних наук, лауреат п'яти Державних премій СРСР, лауреат Ленінської премії, двічі Герой Соціалістичної праці. Головний конструктор СКБ-16.
- Лобановський Валерій Васильович, випускник 1966 р., заслужений тренер СРСР та України, майстер спорту з футболу СРСР. Герой України (посмертно). Старший тренер збірної СРСР, срібний призер чемпіонату Європи 197(6?), дворазовий володар Кубку володарів Кубків, Суперкубка. Старший тренер футбольного клубу «Динамо», Київ.
- Алексєєва Оксана Ігорівна — радянська актриса, відома за роль Майї Свєтлової у фільмі «Пригоди Електроніка» (1979).
- Гермаш Людмила Павлівна — український фізик, професор.
- Захарія Олександр Миколайович — український хімік, професор.

## Ректори
- Ажогін Віталій Васильович — доктор технічних наук, професор, ректор Одеського політехнічного інституту (1985—1987 рр.), лауреат державної премії УРСР.
- Заблонський Костянтин Іванович — випускник 1940 року, доктор технічних наук, професор, ректор Одеського політехнічного інституту (1969—1985 рр.)
- Добровольський Віктор Опанасович — доктор технічних наук, професор, ректор Одеського політехнічного інституту (1946—1957 рр.)
- Коваленко Костянтин Степанович — кандидат технічних наук, доцент, ректор Одеського політехнічного інституту (1965—1969 рр.).
- Малахов Валерій Павлович — випускник 1963 року, доктор технічних наук, професор, член-кореспондент НАПНУ, ректор Одеського політехнічного університету (1987—2010 рр.)
- Суслов Гаврило Костянтинович — механік, професор, ректор Одеського політехнічного інституту (з 1921).
- Тимченко Іван Юрійович — механік, професор, ректор Одеського політехнічного інституту (1919—1920 рр.).
- Ямпольський Стефан Михайлович — доктор економічних наук, професор, академік НАНУ, ректор Одеського політехнічного інституту (1957—1965 рр.)

## Науковці
- Альперін Марк Мойсейович — фізик-теоретик, професор
- Васильєв Микола Миколайович — математик, професор, проректор
- Гончарук Григорій Іванович — доктор історичних наук, професор, завідувач кафедри історії та етнографії України.
- Гутенмахер Лев Ізраїльович — лауреат Сталінської і Державної премії СРСР.
- Дащенко Олександр Федорович — директор Інституту машинобудування Одеської політехніки, лауреат державної премії УРСР, заслужений діяч науки і техніки України
- Мандельштам Леонід Ісаакович — академік Академії наук СРСР, лауреат премії ім. Леніна, лауреат державної премії СРСР.
- Панов Леонід Іванович — лауреат державної премії СРСР.
- Папалексі Микола Дмитрович — академік Академії наук СРСР, лауреат Сталінської премії, лауреат премії ім. Д. І. Менделєєва,
- Прістер Борис Самуїлович — лауреат державної премії СРСР, лауреат державної премії УРСР, заслужений діяч науки і техніки України
- Сухотеріна Любов Іванівна — доктор історичних наук, професор, завідувач кафедри політології
- Тамм Ігор Євгенович — академік Академії наук СРСР, Герой Соціалістичної Праці, лауреат Нобелівської премії, лауреат Державної премії СРСР, Золота медаль АН СРСР ім. Ломоносова.
- Усов Анатолій Васильович — лауреат Державної премії України в галузі науки і техніки.
- Якимов Олександр Васильович — доктор технічних наук, професор, лауреат Державної премії УРСР в галузі науки і техніки, заслужений діяч науки і техніки України.

## Міжнародна співпраця
Політехнічний університет з 1994 р. є членом Європейської Асоціації університетів, з 1996 р. — членом Всесвітньої Асоціації університетів, з 1996 р. — членом Європейської Асоціації міжнародної освіти.
В ОНПУ щорічно виконуються проекти за програмами ТЕМПУС/ТАСІС, КОПЕРНІК, НАТО, ЄВРАЗІЯ, ІНТАС та ін.
З 2000 року в ОНПУ відкрита кафедра ЮНЕСКО.
За підтримки Баварського федерального уряду Німеччини та посольства Німеччини в Україні в університеті у 2000 р., створено Німецький технічний факультет (тепер Українсько-німецький інститут).
У 2006 р., Одеський Національний політехнічний університет отримав ліцензію на право проведення фахового екзамену з німецької мови (TestDaf) для громадян України та країн СНД, які вивчили німецьку мову та мають наміри навчатися в університетах чи працювати у фірмах Німеччини.
З першого вересня 2005 р. університет у межах Болонського процесу перейшов на кредитно-модульну систему організації навчального процесу і контролю якості підготовки фахівців.
У 2005 р. університет став членом Асоціації університетів Центральної та Східної Європи.

## Нагороди та репутація
- Орден Трудового Червоного Прапора.
- Почесна Грамота Президії Верховной Ради Української РСР.

2007 року Одеський національний університет отримав Міжнародний сертифікат ISO-9001 системи менеджменту якості.
За результатами рейтингу серед більше, ніж 400 вищих навчальних закладів країни всіх форм власності, який щорічно проводиться Міжнародною кадровою академією та Академією педагогічних наук України, Одеський національний політехнічний університет посідає 15-18 місце й протягом останніх п'яти років входить до числа десяти найкращих технічних і технологічних вищих навчальних закладів України.

## ЗМІ
В університеті діють наступні засоби масової інформації:
- Одеський політехнік — офіційне ЗМІ із вакансіями, новинами та анекдотами. Поширюється в паперовому вигляді та має незначний обсяг — 2 тисячі примірників